# هنريتا أي. بينغهام
هنريتا أي. بينغهام (بالإنجليزية: Henrietta A. Bingham)‏ (29 ديسمبر 1841، بورك في الولايات المتحدة - 18 فبراير 1877، ويسكونسن في الولايات المتحدة)؛ كاتِبة وشاعرة أمريكية.